# Bulbophyllum saltatorium
Espèce
Synonymes
- Bulbophyllum alinae Szlach.[1]
- Bulbophyllum saltatorium var. saltatorium[1]
- Phyllorchis saltatoria (Lindl.) Kuntze[1]
- Phyllorkis saltatoria (Lindl.) Kuntze[1]

Bulbophyllum saltatorium Lindl. est une espèce de plantes à fleurs de la famille des Orchidaceae et du genre Bulbophyllum. C'est une orchidée originaire d'Afrique tropicale.

## Liste des variétés
Selon Catalogue of Life (10 octobre 2017) :
- variété Bulbophyllum saltatorium var. albociliatum
- variété Bulbophyllum saltatorium var. calamarium
- variété Bulbophyllum saltatorium var. saltatorium

Selon The Plant List (10 octobre 2017) :
- variété Bulbophyllum saltatorium var. albociliatum (Finet) J.J.Verm.
- variété Bulbophyllum saltatorium var. calamarium (Lindl.) J.J.Verm.

Selon Tropicos (10 octobre 2017) (Attention liste brute contenant possiblement des synonymes) :
- variété Bulbophyllum saltatorium var. albociliatum (Finet) J.J. Verm.
- variété Bulbophyllum saltatorium var. calamarium (Lindl.) J.J. Verm.
- variété Bulbophyllum saltatorium var. saltatorium

La variété Bulbophyllum saltatorium var. saltatorium est endémique du Cameroun.